# Mattia Cattaneo
Mattia Cattaneo (født 25. oktober 1990 i Alzano Lombardo) er en professionel cykelrytter fra Italien, der er på kontrakt hos World Tour-holdet Soudal Quick-Step.
Han begyndte sin professionelle karriere i 2013 hos det italiensk hold Lampre-Merida. Her var han til og med 2016. Efter tre år hos prokontinentalholdet Androni Giocattoli-Sidermec, skiftede han i 2020 til World Tour-holdet Deceuninck-Quick Step.